# Laila Kveli
Laila Kveli, född 22 oktober 1987 i Lierne i Norge, är en norsk före detta längdskidåkare. Hennes första stora internationella framgång kom 2012 när hon tog andraplatsen i Vasaloppet som går över 90 km i klassisk teknik. Hon vann i damklassen i Vasaloppet 2013 och 2014. 2013 kom hon på första plats i juniordamernas totalrankning och andra plats i damernas totalrankning på Ski Classics.
9 april 2022 skulle Laila Kveli ha åkt Visma Ski Classics, Ylläs-Levi, men på grund av problem med ryggen kunde hon inte ställa upp i loppet. Då bestämde hon sig för att sluta med skidtävlingar. Några dagar tidigare hade hon vunnit Visma Ski Classics Challengers Flyktingloppet, som arrangeras av hennes egen klubb Lierne IL. Kveli har totalt startat 65 gånger i Ski Classics och fått nio pallplatser. Under vintern 2022 kom hon på femte plats i loppet La Diagonela mellan Pontresina och Zuos i Oberengadin i Schweiz.
Laila Kveli bor sedan länge i Sverige tillsammans med längdskidlöparen Jerry Ahrlin. De har tillsammans två barn som också ägnar sig åt skidsport.. 
År 2024 debuterade Laila Kveli som ultralöpare och vann Ultravasan 90 som första person att vinna både skidloppet och löploppet.

## Meriter

### 2012
2:a plats i Vasaloppet

### 2013
1:a plats i Vasaloppet
2:a plats i Marcialonga
3:e plats i König-Ludwig-Lauf

### 2014
1:a plats Vasaloppet

### 2015
1:a plats Tjejvasan

### 2024
1:a plats Ultravasan

### Fotnoter
1. ↑  ”Vasaloppet”. Vasaloppet. Arkiverad från originalet den 3 december 2013. https://web.archive.org/web/20131203033229/http://www.vasaloppet.se/wps/wcm/connect/989fe080449c33e79e4cff27c64f5ec4/segrare_Vasaloppet_sv3bcd.pdf?MOD=AJPERES. Läst 29 november 2013.
2. ↑  Laila Kveli på Internationella Skidförbundets webbplats
3. 1 2  ”Laila Kveli har åkt sitt sista lopp”. Langd.se. 8 april 2022. https://www.langd.se/langlopp/laila-kveli-har-akt-sitt-sista-lopp/. Läst 28 februari 2022.
4. ↑  Nyheter, S. V. T. (18 augusti 2024). ”Historisk seger på Ultravasan – först att vinna både genom att skida och springa”. SVT Nyheter. https://www.svt.se/nyheter/lokalt/dalarna/historisk-seger-pa-ultravasan-forst-att-vinna-bade-genom-att-skida-och-springa. Läst 21 augusti 2024.